# Vol United Airlines 553
Le 8 décembre 1972, un Boeing 737-200 assurant le vol United Airlines 553, un vol intérieur régulier entre Washington et Omaha, dans le Nebraska, avec une escale prévue à l'aéroport international Midway de Chicago, dans l'Illinois, s'écrase, à la suite d'un atterrissage interrompu et d’une remise de gaz lors de l'approche de l'aéroport international Midway, dans un quartier résidentiel de la banlieue de Chicago, détruisant cinq maisons et déclenchant un incendie au sol.
On dénombre 43 morts parmi les 61 passagers et membres d'équipage à bord de l'avion, ainsi que deux morts au sol. Cet accident est le premier crash mortel impliquant un Boeing 737, qui était entré en service près de cinq ans plus tôt, en février 1968.
Selon le livre de Norman Mailer, Harlot est son fantôme, l'accident du vol 553 serait un attentat perpétré par la C.I.A. pour éliminer Dorothy Hunt qui en savait trop sur la C.I.A..

## Avion et équipage

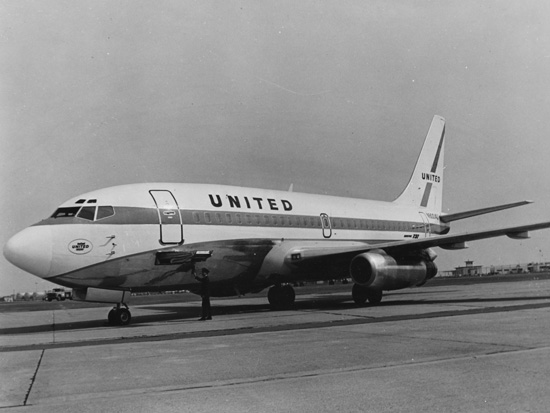
Un Boeing 737-200 de United Airlines semblable à celui qui s'est écrasé.

L'appareil impliqué est un Boeing 737-222 âgé de quatre ans, surnommé City of Lincoln, immatriculé N9031U et construit en 1968.
L'équipage du vol 553 se compose du commandant Wendell Lewis Whitehouse (44 ans), du copilote Walter O. Coble (43 ans) et du second officier Barry J. Elder (31 ans).
Le commandant de bord, un pilote très expérimenté avec environ 18 000 heures de vol à son actif, travaille pour United Airlines depuis 1956 et cumule plus de 2 400 heures de vol aux commandes d'un Boeing 737. Le copilote Coble totalise plus de 10 600 heures de vol (dont près de 1 700 heures sur 737) à son actif et l'officier en second Elder près de 2 700 heures, dont près de 1 200 sur 737.

## Déroulement du vol
Le vol 553 se dirigeait vers le nord-ouest pour atterrir sur la piste 31L de l'aéroport international Midway de Chicago. La zone était couverte à ce moment-là : un pilote atterrissant sur cette piste immédiatement après l'accident a signalé plus tard que l'aéroport n'était visible qu'en dessous de 500 à 600 pieds (150 à 180 m). Le vol 553 effectuait alors une approche de non-précision, autorisé par le contrôle aérien à 14 h 24, dans des conditions météorologiques de vol aux instruments.
L'approche aux instruments pour la piste 31L utilisait une radioborne extérieure (OMB), appelée « Kedzie », située 6 km avant le seuil de piste. Selon les procédures d'atterrissage publiées, l'avion devait maintenir une altitude minimale de 1 500 pieds (457 m), jusqu'à ce qu'il dépasse l'OMB, après quoi le vol 553 était autorisé à descendre jusqu'à une altitude minimale de descente (MDA) de 1 040 pieds (317 m). Les procédures publiées et les pilotes opérant selon les règles de vol aux instruments utilisent le niveau de la mer (MSL) comme point de référence pour mesurer l'altitude ; à l'aéroport de Midway, une altitude de 1 040 pieds (317 m) MSL correspondait à une hauteur réelle au-dessus du sol (AGL) de seulement 429 pieds (131 m). 
Lorsque le vol 553 a atteint l'OMB « Kedzie », il se trouvait toujours à une altitude de 2 200 pieds (671 m) MSL, soit 700 pieds (213 m) au-dessus de l'altitude minimale de croisement de 1 500 pieds (457 m) MSL, et 1 160 pieds (354 m) au-dessus de la hauteur à laquelle la décision d'atterrir devait être déterminée. Se rendant compte que l'avion était trop haut, le commandant de bord a déployé les spoilers et a augmenté le taux de descente de l'avion à 1 550 pieds (472 m) par minute (en comparaison du taux approximatif de 1 000 pieds (305 m) par minute spécifié par United Airlines pour la dernière étape d'une approche de non-précision ; les taux de descente d'approches de précision typiques étant alors de 600 à 700 pieds (180 à 210 m) par minute).
Le 737 a continué de descendre rapidement, émergeant des nuages à 500 pieds (152 m) au-dessus du sol, jusqu'à ce qu'il atteigne son altitude de mise en palier à la MDA. Le commandant de bord a mis l'avion en palier et a augmenté la puissance du moteur, mais n'a pas poussé les manettes des gaz à fond. Avec les spoilers toujours déployés, la poussée n'était pas suffisante pour maintenir le vol en palier sans perdre de la vitesse. Le vibreur de manche, un dispositif d'avertissement de décrochage, fixé au manche des pilotes, s'est activé six à sept secondes après la mise en palier de l'avion et a continué de retentir lorsque l'avion est entré dans un décrochage aérodynamique. 
L'appareil a ensuite heurté des arbres puis des toits de plusieurs maisons, le long de la 71e rue Ouest, avant de s'écraser sur une maison située à 3 km au sud-est de la piste 31L, dans un quartier résidentiel de la communauté de West Lawn, à l'ouest de Marquette Park (en) .

Site de l'accident
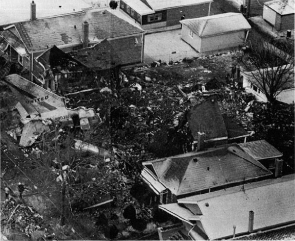
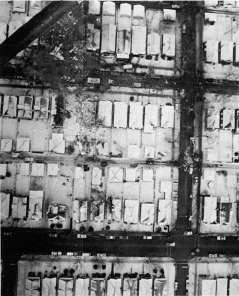

L'équipage de trois personnes dans le cockpit a été tué, ainsi que 40 des 55 passagers présents en cabine. L'accident a entièrement détruit cinq maisons et gravement endommagé trois autres, tuant deux personnes au sol. Les survivants ont salué les actions héroïques des hôtesses de l'air, qui ont appelé les survivants pour qu'ils sortent par une ouverture à l'arrière de l'avion.

## Enquête
L'enquête du Conseil national de la sécurité des transports (NTSB) révèle que la cause principale de cet accident est l'échec de l'équipage à gérer adéquatement les différents paramètres de vol lors de l'exécution d'une approche interrompue, en raison de la présence d'un avion plus lent devant le 737, qui a abouti à une diminution importante de la vitesse de l'appareil, conduisant à un décrochage et une perte de contrôle à une altitude trop basse pour pouvoir être rattrapé à temps.
D'après les études de performance et les tests sur simulateur, il est clair que l'avion était dans une configuration produisant une forte traînée, plutôt que dans l'une des configurations d'approche spécifiées par le manuel de vol de la compagnie aérienne, et le NTSB a conclu que le vol 553 avait le train d'atterrissage sorti, les volets à 30° et les spoilers déployés en position de vol. Le voyant indicateur des spoilers était alors vert : la même indication que lorsque les spoilers sont rétractés, mais prêts à se déployer automatiquement au moment de l'atterrissage, ce qui a pu induire en erreur le copilote lors de l'exécution en urgence de la liste de vérification pendant la descente finale. Il est donc probable que, lorsque le commandant de bord a tenté de se mettre en palier, il n'a pas immédiatement rentré les spoilers, faisant perdre de la vitesse à l'avion qui a commencé à décroché.
Par coïncidence, le contrôleur aérien a décidé que la séparation entre le vol 553 et l'avion plus lent qui le précédait lors de l'approche de la piste n'était plus suffisante et a ordonné au vol 553 de faire demi-tour pour une approche interrompue. Cette instruction a été reçue sur la radio du vol 553, alors que l'alarme de décrochage de l'avion se déclenchait.
L'erreur finale fut la rentré inappropriée des volets, passant alors de 30° à 15°, alors que la vitesse de l'avion était encore trop faible et que les spoilers étaient encore déployés. Les volets déployés à 15° étaient la configuration correcte pour la remise de gaz, mais pas avec les spoilers déployés ; la rentrée des volets était donc inappropriée avec le vibreur de manche actif, car cela réduit grandement la portance de l'avion et fait empirer le décrochage.